# 鄂西南星
鄂西南星（学名：Arisaema silvestrii）是天南星科天南星属的植物，为多年生草本植物。分布在中国大陆的湖北等地，目前尚未由人工引种栽培。